# Escáner

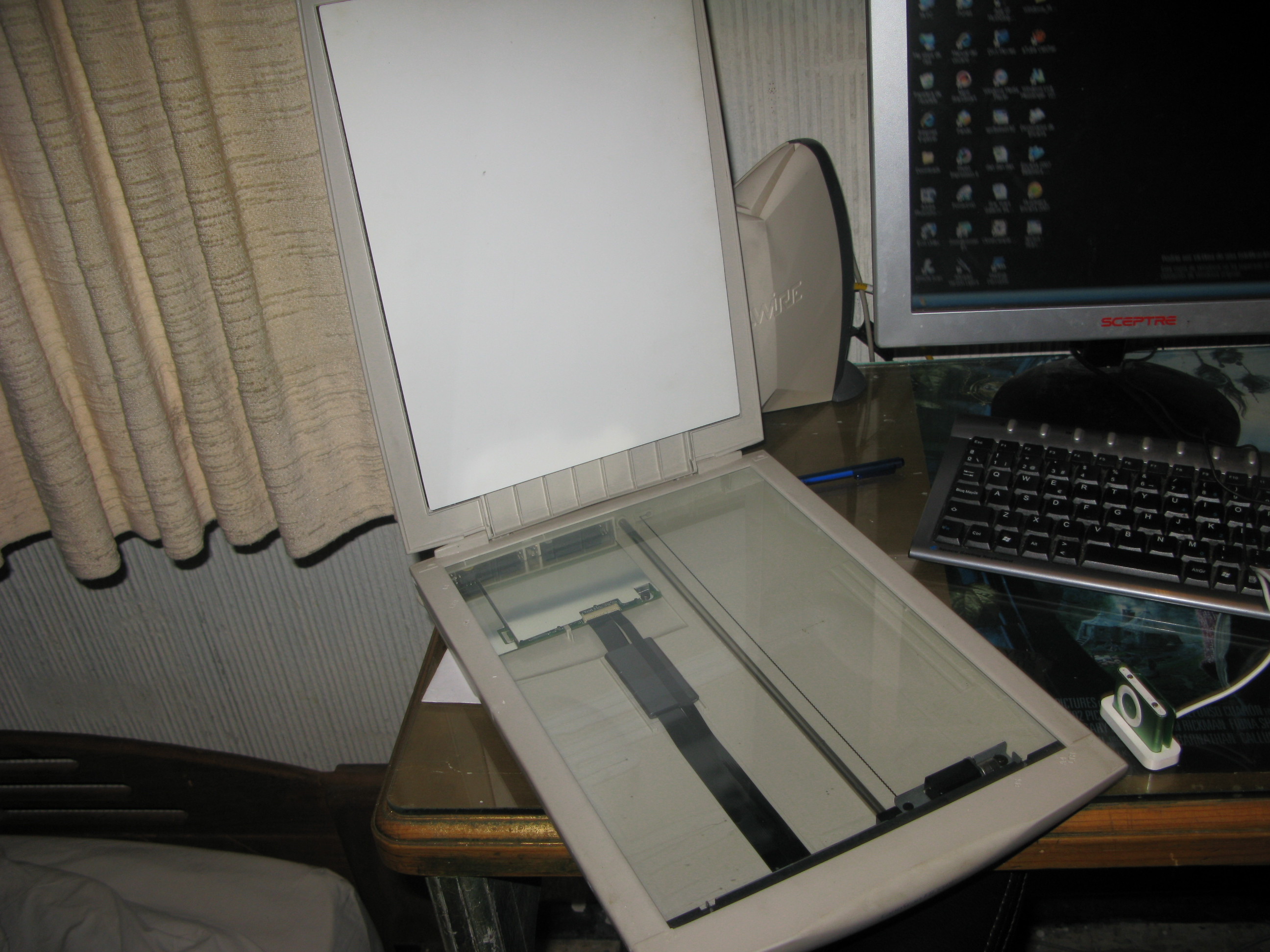
Escáner informático.

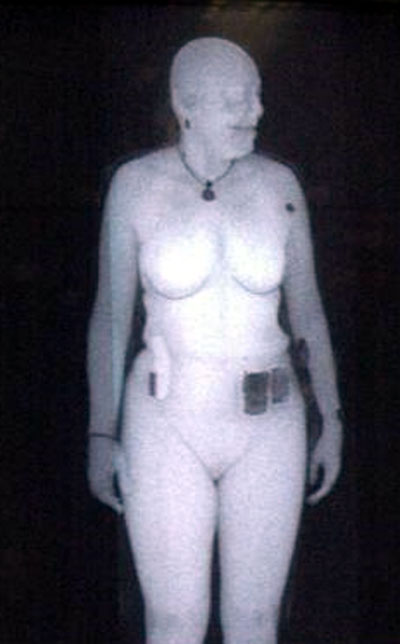
Mujer escaneada mediante un escáner corporal de aeropuerto.

El escáner (del inglés scanner, el que explora o registra) es un aparato o dispositivo utilizado en medicina, electrónica e informática, que explora el cuerpo humano, un espacio, imágenes o documentos. 
Entre los que obtienen o leen imágenes, hay:
- Escáner de ordenador (computadora): se utiliza para introducir imágenes de papel, libros, negativos o diapositivas. Estos dispositivos ópticos pueden reconocer caracteres o imágenes, y para este se emplea en ocasiones la expresión lector óptico (de caracteres). El escáner 3D es una variación de este para modelos tridimensionales. Clasificado como un dispositivo o periférico de entrada, es un aparato electrónico, que explora o permite "escanear" o "digitalizar" imágenes o documentos, y lo traduce en señales eléctricas para su procesamiento y salida o almacenamiento.
- Escáner de código de barras: al pasarlo por el código de barras manda el número del código de barras al computador; no una imagen del código de barras. Avisa, con un «bip», que la lectura ha sido correcta. Son típicos en los comercios y almacenes.
- En Identificación biométrica se usan varios métodos para reconocer a la persona autorizada. Entre ellos el escáner del iris, de la retina o de las huellas dactilares.
- En medicina se usan varios sistemas para obtener imágenes del cuerpo, como la TAC, la RMN o la TEP. Se suele referir a estos sistemas como escáner.

Entre los sistemas que rastrean o buscan señales u objetos están:
- Escáner corporal utilizados en los aeropuertos, que realizan una imagen corporal bajo la ropa.
- Escáner de radiofrecuencias, que buscan entre el espectro de radio alguna señal que se esté emitiendo.

- Datos: Q8778345